# Santa Maria del Suffragio
Santa Maria del Suffragio ou Igreja de Santa Maria do Sufrágio é uma igreja de Roma, Itália, localizada no rione Ponte, na via Giulia. É dedicada a Nossa Senhora.
É uma igreja anexa da paróquia de San Giovanni Battista dei Fiorentini. 

## História
Em 1592, foi criada a "Confraria do Sufrágio" junto à igreja San Biagio della Pagnotta, cujo objetivo era orar pela alma dos mortos. A confraria foi aprovada em 1594 pelo papa Clemente VIII e, em 1620, foi elevada pelo papa Paulo V a arquiconfraria.
Com espaço insuficiente em San Biagio, a confraria já havia adquirido, em 1607, uma porção da região que originalmente estava destinada ao Palácio dos Tribunais, projetado e iniciado na época do papa Júlio II por Bramante, na Via Giulia, mas jamais terminado. O projeto foi entregue em 1662 ao arquiteto Carlo Rainaldi e a igreja foi completada em 1669, apesar de a decoração interna só fosse terminada no final de 1685.

## Arte e arquitetura
A fachada apresentava duas ordens de quatro pilastras emoldurando na inferior, três portais, e na superior, uma grande janela central. O interior é composto por uma única nave, com capelas laterais, coberta por uma abóbada de berço e lunetas.
Em 1868, foram feitas algumas modificações no interior por Tito Armellini e o teto foi pintado por Cesare Mariani ("Coroação da Virgem").
Do mesmo arquiteto da igreja, Carlo Rainaldi, é a segunda capela à direita (inicialmente dedicada à família Petrosini e atualmente dedicada à "Nossa Senhora da Consolação dos Aflitos").
A terceira capela à esquerda, patrocinada pela família Mazzetti di Pietralata era dedicada ao "Crucifixo": sobre o altar está um grande crucifixo de madeira, de autor desconhecido do século XVIII, circundado por doze relicários também de madeira. A abóbada de berço exibe um afresco com episódios da Paixão de Cristo. Segundo as fontes, as paredes exibiam originalmente pinturas de Lanfranco, atualmente na sede da Diocese de Roma, substituídas por monumentos funerários de membros da família. Do lado esquerdo está ainda um confessionário que se acredita, tradicionalmente, ter sido utilizado por São Vicente Pallotti para ouvir confissões. Esta igreja está ligada ainda à venerável "Arquiconfraria da Assunta e Monte dos Mortos", de Vico Equense.
Está sepultado nesta igreja também o sacerdote Luigi Novarese, fundador de diversas associações religiosas de assistência e beatificado em 11 de maio de 2013 pelo papa Francisco.